# Szabó Lajos (pap, 1880–1936)
Szabó Lajos (Nagykároly, 1880. – Budapest, 1936. február 2.) római katolikus pap, esperes-plébános, a ruszinszkói magyarságnak egyik kiemelkedő egyénisége.

## Életpályája
Szülei Szabó Lajos és Zsikovics Veronika voltak. Édesapja, aki tanító volt vallásos nevelésben részesítette. 1902-ben fejezte be szatmári tanulmányait. 1902-ben pappá szentelték. 1902–1909 között Beregszászon segédlelkész volt. 1920-ig királyházai plébános volt. 1920-ban meghívták a munkácsi plébániára; 1920–1927 között munkácsi esperes-plébános volt. Közben esperessé nevezték ki. 1927-ig a Felvidéken dolgozott. 1927-ben Nagy Kálmán halálakor tartott beszéde miatt eljárás indult ellene; a hatóságok kiutasították és Romániába toloncolták. Később Magyarországra jött és itt élt papként.
Aktívan részt vett a kisebbségi magyarság politikai életében. A kárpátaljai keresztényszocialista pártot Nagy Kálmánnal megszervezte. Tagja volt Munkács képviselő-testületének és a városi tanácsnak is.
Temetése a rákosszentmihályi temetőben történt.

## Emlékezete
2011-ben Budapest XVI. kerületében emléktáblás gesztenyefát ültettek tiszteletére.

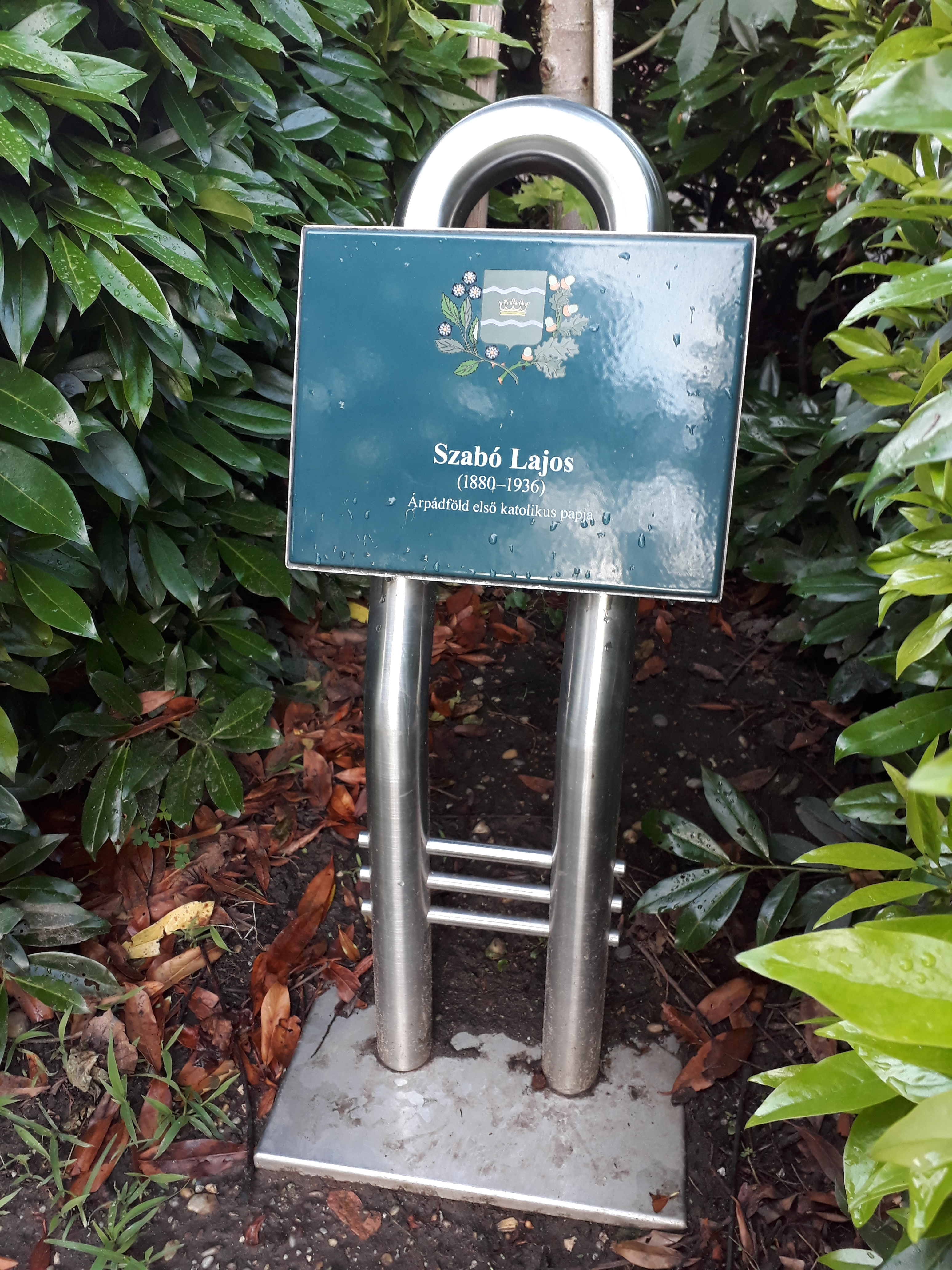
Egyike a Lantos Antal és Széman Richárd, kerületi helytörténészek által összeállított 56 XVI. kerületi nevezetes személynek, akiknek emléktáblás gesztenyefát ültettek 2011-ben.